# Franco Testa
Franco Testa   (Pàdua, 7 de febrer de 1938 - Treviso, 22 de juny de 2025) fou un ciclista italià, professional entre 1965 i 1967. Es dedicà principalment al ciclisme en pista.
El 1960 va prendre part en els Jocs Olímpics de Roma, en què guanyà una medalla d'or en la prova de persecució per equips, junt amb Marino Vigna, Luigi Arienti i Mario Vallotto. Quatre anys més tard, als Jocs de Tòquio, va guanyar una medalla de plata en la prova de persecució per equips, junt a Cencio Mantovani, Carlo Rancati i Luigi Roncaglia.